# Horaga moulmeina
Horaga moulmeina är en fjärilsart som beskrevs av Moore 1883. Horaga moulmeina ingår i släktet Horaga och familjen juvelvingar. Inga underarter finns listade i Catalogue of Life.